# Jonas Löfström
Jonas Löfström (* 12. August 1973 in Uppsala) ist ein ehemaliger schwedischer Eishockeyspieler, der unter anderem für Brynäs IF in der Elitserien aktiv war. Seit 2018 ist er als Assistenztrainer des Tierps HK tätig.

## Karriere
Jonas Löfström begann seine Eishockeykarriere bei Tierps HK, bei dem er ab 1987 auch in der ersten Mannschaft in der drittklassigen Division 2 eingesetzt wurde. Im Jahr 1988 nahm er für eine Uppland-Auswahl am renommierten Nachwuchsturnier TV-Pucken teil. Nach fünf Jahren in der dritten Liga verließ er seinen Heimatverein im Jahr 1992 und schloss sich dem Zweitligisten Gävle HF an. Während der Spielzeit 1994/95 erhielt er einen Vertrag bei Brynäs IF aus der Elitserien, in der er anschließend bis 1997 spielte. Mit dem Team wurde er im Jahr 1995 schwedischer Vizemeister.
Im Vorfeld der Saison 1997/98 wurde Löfström vom deutschen Zweitligisten Iserlohner EC verpflichtet, bei dem er zu den erfolgreichsten Scorern gehörte. Das brachte ihm in der folgenden Spielzeit einen Vertrag beim Wiener Eislauf-Verein in der österreichischen Bundesliga ein. Nach einer Saison ohne Profispiele kehrte er zum inzwischen zweitklassigen Tierps HK zurück, bei dem er im Jahr 2002 seine Karriere beendete.
Seit 2014 gehört er zum Trainerteam seines Heimatvereins. Zunächst war er als Assistenztrainer für unterschiedliche Nachwuchsmannschaften tätig, seit 2018 hat er dieselbe Funktion in der ersten Mannschaft, mit der er im Jahr 2020 in die Division 2 aufstieg.

## Karrierestatistik
(Legende zur Spielerstatistik: Sp oder GP = absolvierte Spiele; T oder G = erzielte Tore; V oder A = erzielte Assists; Pkt oder Pts = erzielte Scorerpunkte; SM oder PIM = erhaltene Strafminuten; +/− = Plus/Minus-Bilanz; PP = erzielte Überzahltore; SH = erzielte Unterzahltore; GW = erzielte Siegtore; 1 Play-downs/Relegation; Kursiv: Statistik nicht vollständig)

## Familie
Jonas Löfström ist der Zwillingsbruder des Eishockeyspielers Per Löfström. Bis 1997 spielten sie fast dauerhaft zusammen in einer Mannschaft.